# Sanitätsdienst (Katastrophenschutz)

Taktisches Zeichen des Sanitätsdienstes

Der Sanitätsdienst (SanDi oder SanD) ist ein Fachdienst des Katastrophenschutzes in Deutschland. Seine Aufgabe ist die Versorgung von Verletzten und Erkrankten bei einem Massenanfall von Verletzten bzw. Großschadenslagen oder Katastrophen. Dies umfasst vor allem die Schaffung von erforderlicher Infrastruktur durch den Aufbau von Behandlungsplätzen und Einrichtung von Rettungsmittelhalteplätzen. Die Einheiten des Sanitätsdienstes bestehen aus ehrenamtlichen Einsatzkräften, die für ihre Tätigkeit eine entsprechende Fachdienstausbildung absolvieren.

## Aufgaben des Sanitätsdienstes

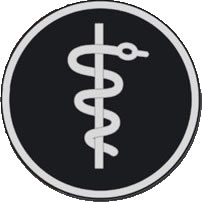
Fachdienstabzeichen des Sanitätsdienstes

Der Sanitätsdienst hat innerhalb des Katastrophenschutzes die Aufgabe, bei Eintritt eines Großschadensereignisses oder dem Vorliegen einer Gefahrenlage diejenigen Menschen zu versorgen, die durch diese Situation verletzt wurden oder erkrankt sind. Unverletzt Betroffene werden dagegen vom Betreuungsdienst übernommen. Der Sanitätsdienst arbeitet eng mit dem Rettungsdienst zusammen. Zu seinen Aufgaben gehören dabei:
- Heranführen von dringend benötigtem Material wie Tragen, Decken, Infusionen, Sauerstoffgeräten, Verbandstoffen usw. in der benötigten Menge an die Einsatzstelle
- Schaffung von erforderlichen Infrastrukturen an der Einsatzstelle durch Einrichten eines Behandlungsplatzes
- Suche von Verletzten
- Erstversorgung von Verletzten
- Übernahme von durch andere Helfer erstversorgten Verletzten und Transport zum Behandlungsplatz
- Herstellen und Aufrechterhaltung der Transportfähigkeit von Verletzten
- Versorgung und Betreuung von Verletzten und Kranken bis zu deren Abtransport in die Klinik
- Transport der Verletzten und Erkrankten in die Klinik
- Übernahme der medizinischen Versorgung kontaminierter Verletzter
- Durchführung der behelfsmäßigen Dekontamination
- Durchführung der Registrierung und Dokumentation

Diese Aufgaben werden heutzutage vielfach durch die Errichtung und das Betreiben eines Behandlungsplatzes sichergestellt.

## Einheiten des Sanitätsdienstes
Der Sanitätsdienst ist aus logistischen und einsatztaktischen Gründen in sogenannten Einheiten mit einer jeweils festgelegten Anzahl Helfer mit entsprechender Ausrüstung organisiert. Helfer mit einer entsprechenden Zusatzausbildung übernehmen dabei die Führung dieser Einheiten beziehungsweise ihrer Teileinheiten. Die Einheiten des Sanitätsdienstes sind wie die anderen Katastrophenschutzeinheiten durch ehrenamtliche Helfer besetzt und werden vor Ort insbesondere von folgenden Organisationen gestellt:
- Arbeiter-Samariter-Bund
- Deutsche Lebens-Rettungs-Gesellschaft
- Deutsches Rotes Kreuz
- Johanniter-Unfall-Hilfe
- Malteser Hilfsdienst

Die materielle und finanzielle Ausstattung erfolgt durch den Bund (für den Bereich des Zivilschutzes), die Länder (Katastrophenschutzbehörden), die Landkreise bzw. kreisfreien Städte sowie gegebenenfalls durch die Organisationen selbst. Die Einheiten des Sanitätsdienstes unterstehen im Einsatzfall der jeweils verantwortlichen unteren Katastrophenschutzbehörde. Die Alarmierung erfolgt je nach Ausstattung vor Ort durch Funkmeldeempfänger oder normale Fernsprecheinrichtungen. Im Regelfall ist der Sanitätsdienst in allen Bundesländern pro Landkreis oder kreisfreier Stadt mit mindestens einer Einheit in Zugstärke vertreten. Ausnahme ist hier Rheinland-Pfalz, das lediglich eine Schnelleinsatzgruppe pro Landkreis beziehungsweise kreisfreier Stadt vorschreibt.
Schnelleinsatzgruppe (SEG)
Schnelleinsatzgruppen haben gegenüber den regulären Einheiten des Katastrophenschutzes eine deutlich kürzere Vorlaufzeit von der Alarmierung bis zum Eintreffen am Einsatzort, in der Regel 30 Minuten für eine Schnelleinsatzgruppe gegenüber ein bis zwei Stunden für Katastrophenschutzeinheiten (je nach Konzept/Vorgabe des jeweiligen Bundeslandes). Schnelleinsatzgruppen mit Ausrichtung auf den Sanitätsdienst existieren bereits seit geraumer Zeit und an vielen Standorten in Deutschland. Eine Schnelleinsatzgruppe hat i. d. R. eine Stärke von sechs bis fünfzehn Helfern. In einigen Orten wurde statt „Schnell-“ der Begriff „Sondereinsatzgruppe“ genutzt.
Sanitätszug

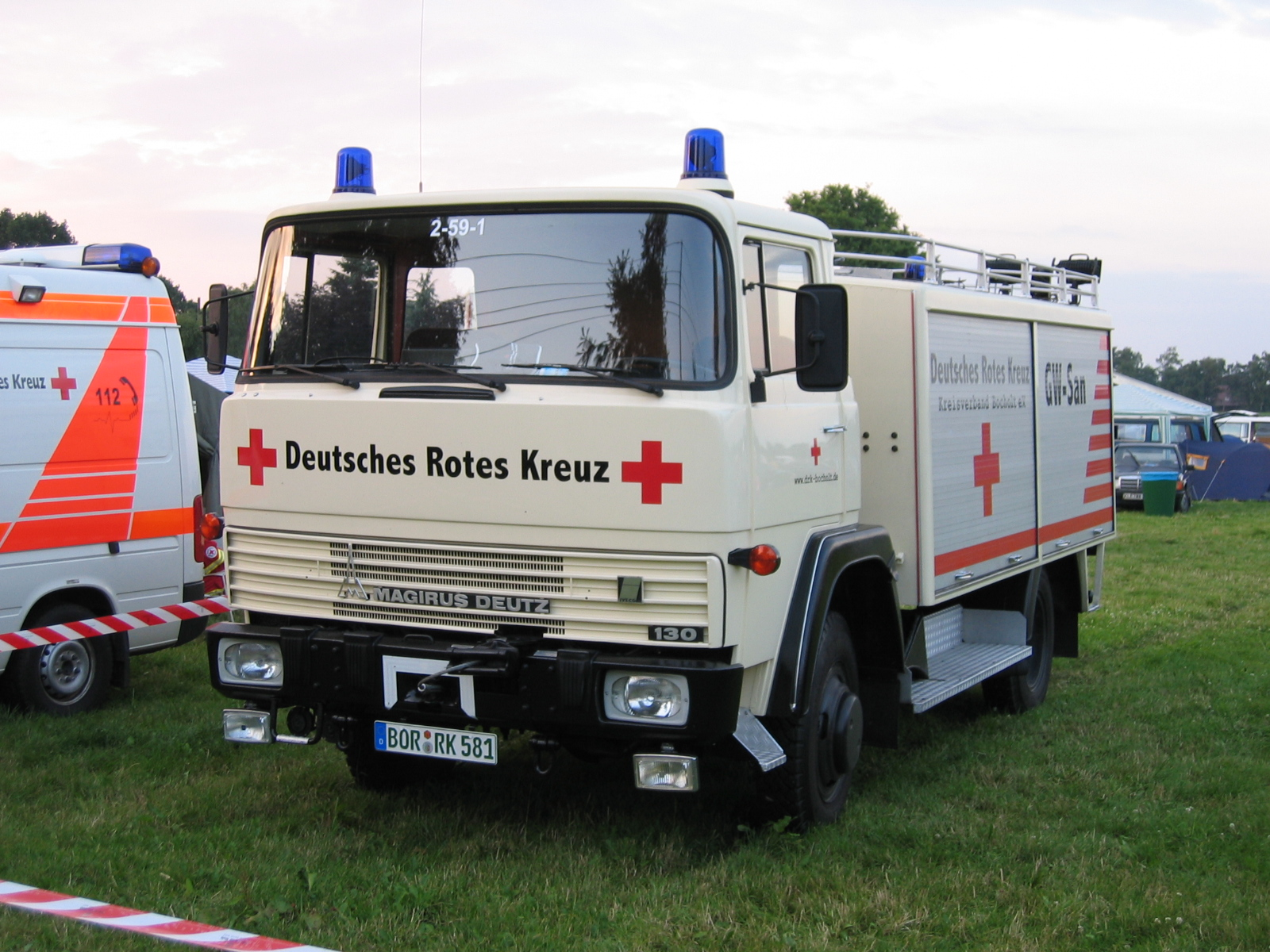
Gerätewagen Sanität einer Einheit des DRK

Früher: Der Sanitätszug war ehemals die Standardeinheit des Sanitätsdienstes und bundesweit nach der Stärke- und Ausstattungsnachweisung (STAN) 041 genormt. Er besaß eine Stärke von 3/12/35/50. Ein Sanitätszug gliederte sich in einen Zugtrupp als Führungseinheit, eine Arztgruppe, drei Sanitätsgruppen und eine Verletztentransportgruppe. Es gab zwei kleinere Varianten vom Standardsanitätszug: Den Sanitätszug-T mit dem Schwerpunkt Transport (vormals Krankentransportzug) und einer Stärke von 1/7/20/28 sowie den Sanitätszug-A mit dem Schwerpunkt ärztliche Versorgung (vormals Verbandplatzzug) und einer Stärke von 3/7/18/28. Die Führungseinheit bestand aus einem Zugtruppkraftwagen (ZTrKW) und Krad. In der Arztgruppe kamen zwei Arzttruppkraftwagen (ArztTrKW) und ein Krankenlastkraftwagen (KrLKW; mitsamt Gruppenführer) zum Transport der Einsatzkräfte und des Materials zum Einsatz. In der Sanitätsgruppe wurden Kombis (Sanitätsgruppen-Kraftwagen) zum Transport der Einsatzkräfte genutzt. Die Verletztentransportgruppe verfügte über vier (im Fall des Sanitätszugs-A nur über einen) 4-Tragen-Krankentransportwagen.
Heutzutage: Dieses Konzept für einen Sanitätszug ist heute gemäß dem Gesetz zur Neuordnung des Zivilschutzes (ZSNeuOG) nicht mehr von Seiten des Bundes definiert. Katastrophenschutz ist heute Aufgabe der Bundesländer. Teilweise existieren landesspezifische Konzepte für entsprechende Katastrophenschutzeinheiten. Hierbei werden auch neuere Fahrzeuge wie Gerätewagen Sanität oder Notfallkrankenwagen verwendet. Die Frage der Existenz von Sanitätszügen, ihrer Stärke und Ausstattung ist daher allerdings vom jeweiligen Landesrecht abhängig.

In Hessen ist z. B. die „KatSDV 400 HE, Der Sanitätszug im Katastrophenschutz des Landes Hessen“ maßgebend.
So besteht ein Sanitätszug in Hessen aus den drei Teileinheiten:
1. Zug-Trupp mit einem ELW 1 oder KdoW (Stärke: 1/1/2/4)
2. SEG Behandlung mit einem GW-San (Stärke: 2/4/6) und einem RTW oder KTW B (Stärke: 3/3)
3. Transportgruppe mit zwei KTW B (Stärke: 1/2/3 und 3/3), einem RTW oder KTW B (Stärke: 3/3) und einem RTW oder KTW (Stärke: 3/3)

Zusammen sind dies sieben Fahrzeuge mit einer Stärke von 1/4/20/25 Personen.
Einsatzeinheit
Die als Ersatz für die Sanitäts- und Betreuungszüge konzipierte Einsatzeinheit (in manchen Ländern auch Einsatzzug genannt) vereint die beiden Fachdienste Sanitäts- und Betreuungsdienst in einer multifunktionalen Einheit mit entsprechender Ausbildung der Helfer. Die Einsatzeinheit hat mit je nach Bundesland 30 bis 33 Helfern Zugstärke. Innerhalb der Einsatzeinheit ist der Sanitätsdienst in Form einer Sanitätsgruppe aufgestellt. Oftmals gehört einer Einsatzeinheit (mindestens) ein Arzt an. Das Konzept der Einsatzeinheit wird jedoch nicht in allen Bundesländern verwendet und ist auch nicht in jeder Hilfsorganisation vorhanden.
DRK-Hilfszug
Der DRK-Hilfszug existierte in den Jahren 1953 bis 2007 und war die einzige überregional aufgestellte Einheit des Zivil- und Katastrophenschutzes. Für die sanitätsdienstliche und pflegedienstliche Versorgung Betroffener waren eine Ambulanz- und Pflegegruppe sowie eine Sanitätsgruppe Teil des Hilfszuges. Die Kapazität des Hilfszuges im Bereich der Pflege betrug 30 Betten je Hilfszugabteilung. Dies stellte, neben dem Einsatz im Katastrophenfall, auch eine Rückfallebene bei Störungen im System der täglichen pflegerischen Dienstleistung dar.
Trotz offizieller Auflösung des DRK-Hilfszuges hielten einige DRK-Landesverbände an dem Konzept einer überregionalen Einsatzkomponente fest. Beispielsweise benannte der DRK-Landesverband Hessen nach der Auflösung die ehemalige „Hilfszugabteilung V – Fritzlar (LV Hessen)“ um in „DRK-Landesverstärkung Hessen“ und hält diese Einsatzeinheit bis heute vor.